# Spartacus et les Dix Gladiateurs
Série
Le Triomphe des dix mercenaires
(1964)
Pour plus de détails, voir Fiche technique et Distribution.
Spartacus et les Dix Gladiateurs (titre original : Invincibili dieci gladiatori) est un film italo-franco-espagnol de Nick Nostro, sorti en 1964.

## Synopsis
Pour construire un aqueduc, le sénateur romain Varron engage dix gladiateurs. En chemin, ils portent secours à la fille de Varron qui est attaquée par une bande de coupe-jarrets. Devant cet exploit, Varron leur propose de capturer Spartacus, chef des esclaves révoltés, en échange de la liberté…

## Fiche technique
- Titre original : Invincibili dieci gladiatori
- Réalisation : Nick Nostro
- Scénario et histoire : Simon Sterling, Nick Nostro et Alfonso Balcázar (version espagnole)
- Directeur de la photographie : Tino Santoni
- Montage : Bruno Mattei
- Musique : Carlo Savina
- Costumes : Massimo Bolongaro
- Production : Armando Morandi
- Genre : Péplum
- Pays :  Italie,  Espagne,  France
- Durée : 98 minutes
- Date de sortie :
  - Italie : 23 décembre 1964
  - Espagne : 27 septembre 1965
  - France : 20 janvier 1966

## Distribution
- Dan Vadis (VF : Claude Bertrand) : Roccia (Rocca en VO)
- Helga Liné (VF : Michèle Montel) : Dariah (Daliah en VO)
- John Warrell (VF : René Arrieu) : Spartacus
- Ursula Davis : Lydia
- Julian Dower : le gladiateur barbu
- William Bird (VF : Émile Duard) : Rizio
- Sal Borgese : le gladiateur sourd
- Don Emil Messina (VF : Pierre Collet) : Lepto
- Frank Oliveras (VF : Jacques Torrens) : Metodio
- Milton Reid (VF : Pierre Garin) : Cimbro
- Gordon Steve : un gladiateur
- Jeff Cameron : un gladiateur
- Alan Lancaster : un gladiateur
- Gianni Rizzo : le sénateur Sesto Vestulio
- Fred Hudson : un gladiateur